# 蜀保子帝
蜀保子帝（?—?），又作蜀褒子帝，蜀國第七任君主。
蜀保子帝是蜀卢帝的儿子，開明王朝第三任帝，國土在現在四川一帶，曾攻青衣縣，國威擴張，威震当地的獠、僰等民族。
| 前任： 蜀卢帝 | 蜀國君主 | 繼任： 九世开明尚 |